# عيسى أليو
عيسى أليو (بالإنجليزية: Isah Aliyu) لاعب كرة قدم نيجيري من مواليد كادونا في نيجيريا في تاريخ 8 أغسطس 1999 يلعب في الجناح .

## وصلات خارجية
عيسى أليو على موقع قاعدة بيانات كرة القدم.إي يو (الإنجليزية)
- عيسى أليو على موقع Soccerway.com (الإنجليزية)